# Ethylmorphine
Ethylmorphin (còn được gọi là codethyline, dionine và ethyl morphin) là một thuốc giảm đau opioid và chống ho.